# جیووانی وارلین
جیووانی وارلین (به ایتالیایی: Giovanni Varglien) بازیکن فوتبال اهل ایتالیا بود. وی سابقه حضور در تیم ملی فوتبال ایتالیا را داشته‌است.
او و برادرش ماریو از بازیکنان سابق یوونتوس هستند. جیووانی ۱۷ فصل برای یوونتوس بازی کرد و ۵ قهرمانی در سری آ و دو قهرمانی در جام حذفی ایتالیا را کسب کرد.